# Kuznetsovski (Khabàrovsk)
|  | Per a altres significats, vegeu «Kuznetsovski». |

Kuznetsovski (en rus: Кузнецовский) és un poble (un possiólok) del krai de Khabàrovsk, a Rússia, que el 2012 tenia quatre habitants. Pertany al districte rural de Vàninski.